# Lamberhurst
Lamberhurst est une paroisse civile et un village du Kent, en Angleterre.

## Section Patrimoine
- Château de Scotney